# Joe Barry Carroll
Joe Barry Carroll (Pine Bluff, 24 de julho de 1958) é um ex-jogador norte-americano de basquete profissional que atuou na  National Basketball Association (NBA). Foi o número 1 do Draft de 1980.